# Bombardement op Amsterdam (1940)

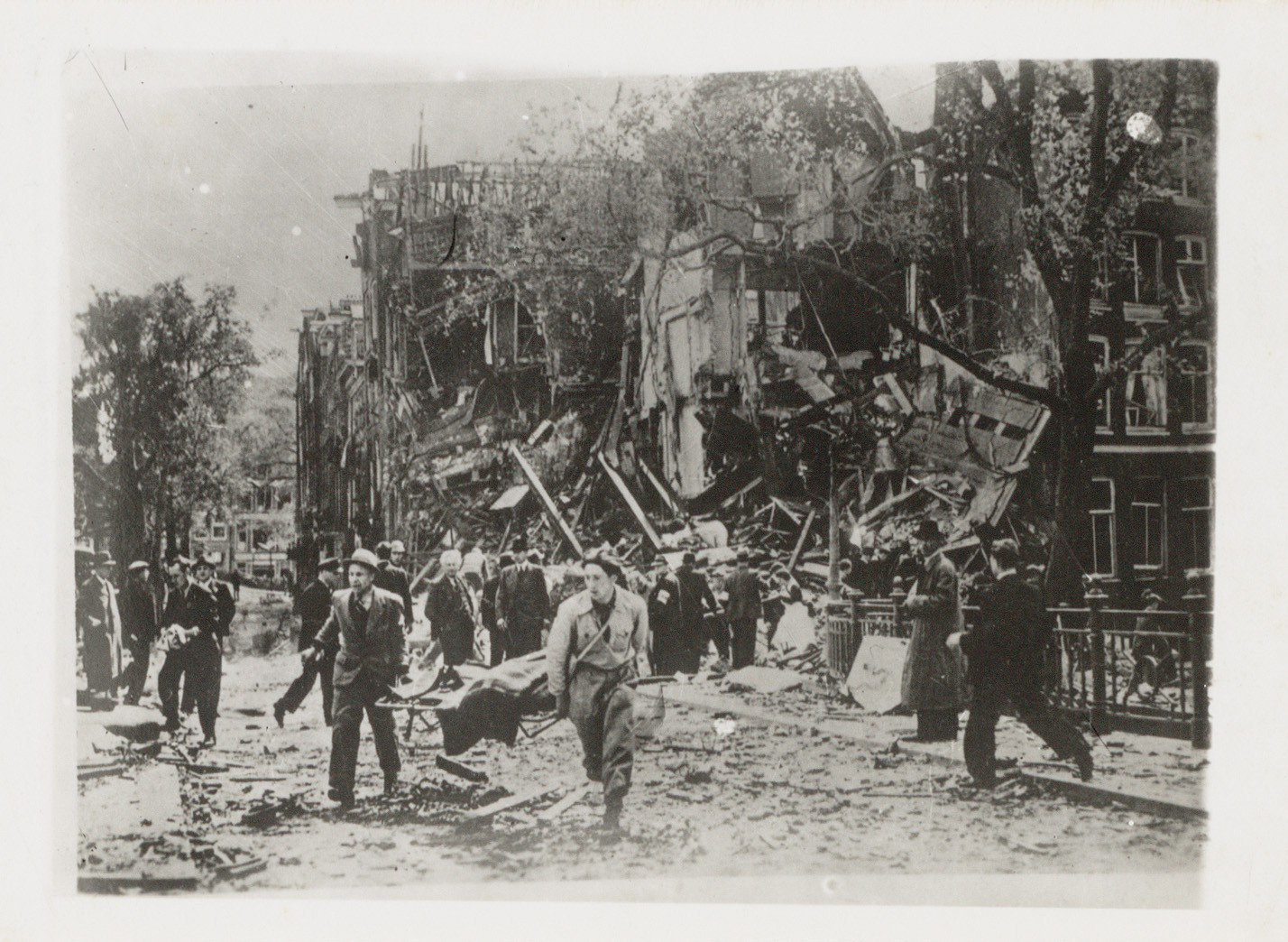
Het wegdragen van slachtoffers

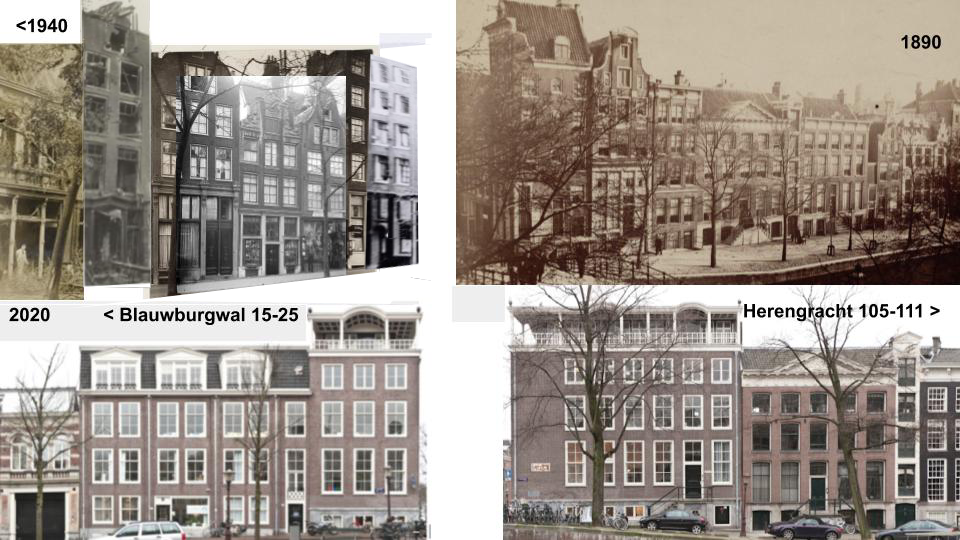
Een visuele reconstructie van de vooroorlogse Blauwburgwal op basis van archieffoto's.

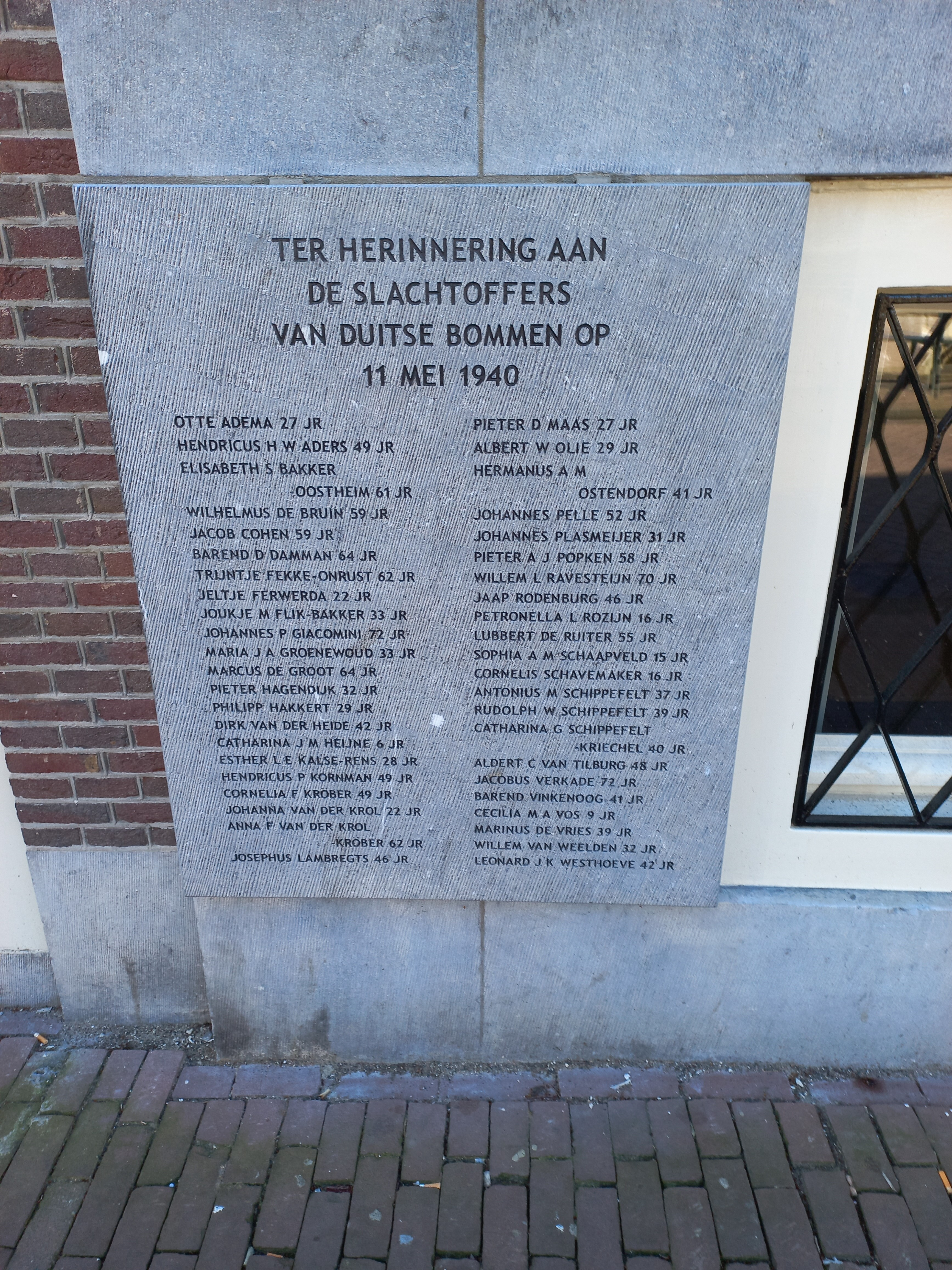
Plaquette uit 2020 (maart 2022)

Het eerste bombardement op Amsterdam in de Tweede Wereldoorlog vond plaats op 11 mei 1940. Veertien panden aan de Blauwburgwal werden bij een Duits bombardement geheel verwoest, er vielen 44 doden en 79 gewonden.

## Doelwit
Een Junkers Ju 88 bommenwerper liet een bom vallen op Blauwburgwal hoek Herengracht. In zeven panden werden twaalf woningen weggevaagd. Ook café Pelle werd vernield. Twee andere bommen ontploften in het water van Herengracht en Blauwburgwal. Een vierde bom is niet ontploft, die ligt nog altijd in de modder van de Herengracht. De gemeente is hiervan op de hoogte.
Er is een tweetal verklaringen waarom de bommen afgeworpen werden:
- De Duitsers bombardeerden op 11 mei net als de dag ervoor Schiphol. Een van de bommenwerpers die daarnaartoe op weg waren, werd waarschijnlijk geraakt door Nederlands afweergeschut dat in Sloten stond. Om gewicht kwijt te raken, heeft het aangeschoten toestel waarschijnlijk al boven Amsterdam zijn bommen afgegooid.
- Het oude postkantoor achter het Paleis op de Dam zou doelwit geweest kunnen zijn, want daar was een communicatiecentrum van het Nederlandse leger gevestigd. In dat geval vielen de bommen echter 350 meter bezijden het doel.

## Herinnering
In de Nederlandse kranten verschenen na het gebeurde korte berichten over het bombardement. Na de capitulatie viel de berichtgeving stil. Waarschijnlijk wilde de Duitse bezetter niet dat bekend werd dat er in de eerste oorlogsdagen zoveel onschuldige burgerdoden waren gevallen. Een paar dagen later werd bovendien de binnenstad van Rotterdam volledig plat gebombardeerd, waardoor de bom in Amsterdam geheel op de achtergrond raakte. De 44 doden zijn destijds begraven zonder dat duidelijk werd gemaakt dat ze slachtoffer waren van dit bombardement. Pas in 2016 werden de namen achterhaald door de overlijdensaktes te bestuderen die destijds uitgeschreven waren.
De bomaanval wordt nog elk jaar herdacht.
Op 11 mei 2020 volgde een plaquette met hun namen (zijde Blauwburgwal).